# Władcy ziemi lubuskiej

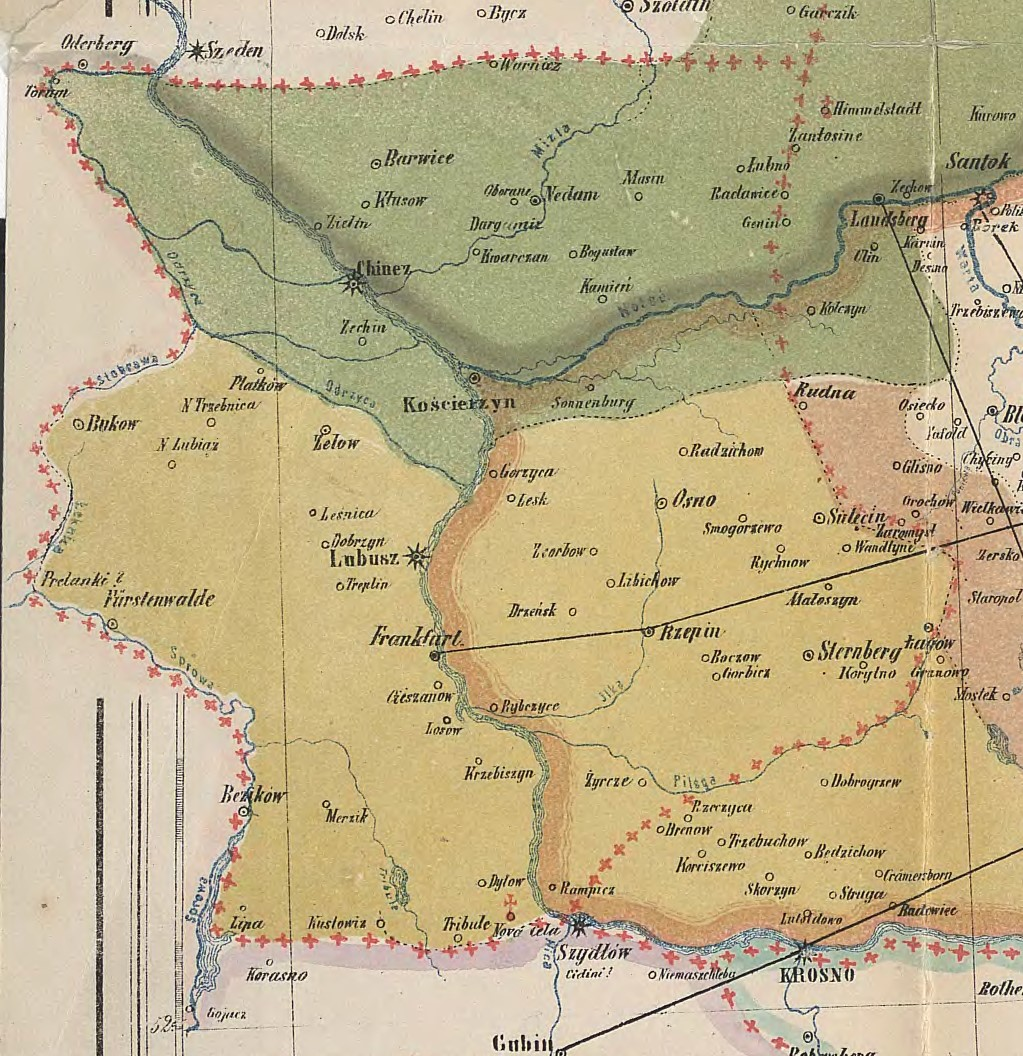
Ziemie przekazane książętom śląskim przez wielkopolskich według Kodeksu dyplomatycznego Wielkopolski z zaznaczoną diecezją lubuską

Władcy ziemi lubuskiej – ok. 1120 r. Bolesław III Krzywousty inkorporował wprost ziemię lubuską do państwa Piastów (bez zwierzchności lennej). W 1138 r. na mocy Ustawy sukcesyjnej Bolesława Krzywoustego ziemia lubuska została włączona do dzielnicy śląskiej Władysława II Wygnańca.

## Władcyziemi lubuskiej(1138–1250)

### Piastowie
- 1138–1146: Władysław II Wygnaniec (zm. 1159)
- 1146–1163: Bolesław IV Kędzierzawy (w głównych grodach do 1166, zm. 1173)
- 1163–1172: Bolesław I Wysoki i Mieszko I Plątonogi
- 1172–1201: Bolesław I Wysoki
- 1201–1206: Henryk I Brodaty
- 1206–1209: Władysław Laskonogi

### Wettynowie
- 1209–1210: Konrad II (margrabia Łużyc)

### Piastowie
- 1210–1218: Henryk I Brodaty
- 1218–1225: Władysław Laskonogi

### Inne rody
- 1225–1226/1227 : Ludwik IV Święty (landgraf Turyngii)
- 1226/1227–1230: Albrecht von Käfernburg(inne języki) (abp magdeburski)

### Piastowie
- 1230–1238: Henryk I Brodaty
- 1238–1241: Henryk II Pobożny
- 1241–1242: Mieszko (jedyny samodzielny, piastowski książę lubuski)
- 1242–1250: Bolesław II Rogatka

W 1249 r. Bolesław II Rogatka, potrzebując pomocy przeciwko księciu wrocławskiemu Henrykowi III, sprzedał ten strategiczny rejon Marchii Brandenburskiej i arcybiskupowi magdeburskiemu Wilbrandowi jako ich kondominium, aby zdobyć pieniądze na prowadzenie lokalnych wojen. W 1253 zastaw ostatecznie przeszedł we władanie Brandenburgii.

### Inne rody
- 1250–1253: Wilbrand von Käfernburg(inne języki) (abp Magdeburga), Otton III i Jan I (margrabiowie Brandenburgii)